# Cromatídio
Cromatídio (português europeu) ou cromátide (português brasileiro) é cada um dos dois filamentos de DNA ( ácido desoxirribonucleico) formados pela duplicação de um cromossomo durante a fase S ou síntese da Intérfase.
Durante a mitose, as cromátides permanecem unidas pelo centrômero e são chamadas "cromátides-irmãs". Uma cromátide irmã é uma das duas cromátides do mesmo cromossomo unidas por um centrômero comum. Um par de cromátides irmãs é chamado de díade . Depois que as cromátides irmãs se separam (durante a anáfase da mitose ou a anáfase II da meiose durante a reprodução sexual), elas são novamente chamadas cromossomos, cada uma com a mesma massa genética de uma das cromátides individuais que constituíam seus pais. A sequência de DNA de duas cromátides irmãs é completamente idêntica (exceto por erros muito raros de cópia de DNA).
A troca cromátide irmã (SCE) é a troca de informações genéticas entre duas cromátides irmãs. SCEs podem ocorrer durante a mitose ou meiose. As SCEs parecem refletir principalmente os processos de reparo recombinacional do DNA que respondem a danos no DNA (consulte os artigos Cromátides irmãs e troca de cromátides irmãs).
Os cromátides não irmãos , por outro lado, se referem a um dos dois cromátides de cromossomos homólogos emparelhados, ou seja, o emparelhamento de um cromossomo paterno e um cromossomo materno. Nos cruzamentos cromossômicos, os cromatídeos não-irmãos (homólogos) formam quiasmas para trocar material genético durante a prófase I da meiose (ver par cromossômico homólogo ).